# Chính phủ quốc gia Việt Nam lâm thời
Chính phủ quốc gia Việt Nam lâm thời (tiếng Anh: The Provisional National Government of Vietnam) là một tổ chức chính trị thành lập vào năm 1991 tại Hoa Kỳ và đặt trụ sở tại Anaheim, California. Người đứng đầu tổ chức là Đào Minh Quân, giữ chức vụ Thủ tướng. Từ tháng 1 năm 2018, Bộ Công an Việt Nam coi đây là tổ chức khủng bố. Từ cuối năm 2019, tổ chức này là một trong số các tổ chức hoạt động nhằm mục đích lật đổ chế độ xã hội chủ nghĩa tại Việt Nam và thành lập "Đệ Tam Việt Nam Cộng hòa". Vào ngày 29 tháng 4 năm 2022, Đào Minh Quân tự xưng mình lên ngôi Hoàng đế của Chính phủ quốc gia Việt Nam Cộng hòa.

## Lịch sử
Tiền thân của Chính phủ quốc gia Việt Nam lâm thời là tổ chức "Tân Dân Chủ".
Ngày 16 tháng 2 năm 1991, một số người Việt Nam chống Cộng hải ngoại đã tổ chức đại hội thành lập tổ chức "Chính phủ quốc gia Việt Nam lâm thời" tại bang California, Hoa Kỳ với Đào Minh Quân làm thủ tướng.
Tổ chức này đặt dưới sự lãnh đạo của đảng Việt Nam tân dân chủ.
Ngày 6 tháng 6 năm 2009, "Hiến ước lâm thời" được Đào Minh Quân công bố.
Năm 2017, thành lập một số nhóm như "Phượng hoàng", "Mãng xà", "Biệt động quân", "Đại Việt" nhằm ám sát cán bộ nhà nước Việt Nam.
Tháng 4 năm 2017, 15 thành viên tổ chức Chính phủ quốc gia Việt Nam lâm thời bị Công an nhân dân Việt Nam bắt giam và sau đó bị Tòa án nhân dân Thành phố Hồ Chí Minh xét xử, tuyên phạt các án tù từ 4 đến 16 năm.
Từ tháng 1 năm 2018, Bộ Công an Việt Nam xác định Chính phủ quốc gia Việt Nam lâm thời là một tổ chức khủng bố.

## Cơ cấu tổ chức
Theo tổ chức này công bố thì họ có cơ cấu như sau:
Tổ chức trung ương ở hải ngoại Việt Nam gồm có tám "Hội đồng", ba "Viện", hai "Văn phòng", bốn "Sở", 16 "Bộ" và các tổ chức khác như "Hội phụ nữ tân dân chủ", "Bộ Tư lệnh chiến lược toàn quốc".
Cả nước Việt Nam được tổ chức này chia thành các đơn vị hành chính sau: 72 "tỉnh", 12 "thành phố" và bốn "thị xã". Mỗi đơn vị hành chính có một "Bộ chỉ huy chí nguyện đoàn".
Tổ chức địa phương gồm bảy "Quân khu" và bốn ban trực thuộc hoạt động trên toàn lãnh thổ Việt Nam. Đứng đầu quân khu là "Bộ tư lệnh quân khu" với các Tư lệnh.

## Nhân vật nổi bật

### Lãnh đạo
Đào Minh Quân, còn có tên khác là Đào Văn, sinh ngày 27 tháng 7 năm 1952 tại tỉnh Thừa Thiên Huế, quê quán tại xã Kỳ Hương, huyện Tam Kỳ, tỉnh Quảng Nam, cựu trung úy Quân lực Việt Nam Cộng hòa. Sau năm 1975, ông bị bắt cải tạo, sau đó tìm cách vượt biên, lưu vong và nhập quốc tịch Hoa Kỳ năm 1979, hiện cư trú tại bang California, Hoa Kỳ.
Khi Chính phủ quốc gia Việt Nam lâm thời thành lập, ông tự xưng chức vụ Thủ tướng. Năm 2018, tự xưng chức vụ "Tổng thống Việt Nam Cộng hòa Đệ Tam". Tháng 8 năm 2017, Cơ quan An ninh điều tra Bộ Công an khởi tố bị can, truy nã vắng mặt Đào Minh Quân với tội danh "Khủng bố nhằm chống chính quyền nhân dân".

### Thành viên khác
Một số thành viên chủ chốt khác của tổ chức gồm có:
1. Quách Thế Hùng, sinh năm 1948, quốc tịch Hoa Kỳ, được "phong" Đại tướng, nghề nghiệp bác sĩ, Tổng cục trưởng Tổng cục Quân huấn.[3] Tháng 8 năm 2020, ông tuyên bố rời bỏ tổ chức này.
2. Lý Hồng Thái, sinh năm 1952, quốc tịch Hoa Kỳ, được "phong" Trung tướng, Tổng cục trưởng Tổng cục Võ học.[3]
3. Nguyễn Đức Thắng, sinh năm 1930, quốc tịch Hoa Kỳ, được "phong" Chuẩn tướng, Chánh văn phòng Thủ tướng.[3]
4. Triệu Thanh Hoa (Kelly Triệu), sinh năm 1968, quốc tịch Hoa Kỳ, được "phong" nữ Chuẩn tướng, Giám đốc nha Nhân viên – Bộ Quốc phòng, phụ trách thanh niên.[3]
5. Lâm Ái Huệ, sinh năm 1968, quốc tịch Canada, được "phong" nữ Chuẩn tướng, Thứ trưởng Bộ tài chính.[3]
6. Phạm Thị Anh Đào (tức Lisa Phạm), sinh năm 1969, quốc tịch Hoa Kỳ, cư trú tại thành phố Denmark, bang California. Tháng 8 năm 2017, Lisa Phạm bị Cơ quan An ninh điều tra Bộ Công an khởi tố bị can, truy nã với tội danh "Khủng bố nhằm chống chính quyền nhân dân".[3]
7. Kim Collin (em gái Đào Minh Quân), phụ trách phong trào Việt Nam tân dân chủ.[3]
8. Nguyễn Thúy Liễu, đại biểu tổ chức này tại Pháp.

## Các hoạt động

### Năm 2017
Theo truyền thông Chính phủ nước Cộng hòa xã hội chủ nghĩa Việt Nam, ngày 8 tháng 4 năm 2017, một số người dưới sự lãnh đạo của tổ chức "Chính phủ quốc gia Việt Nam lâm thời" đã ném bom xăng tại kho tạm giữ xe vi phạm luật giao thông của Công an thành phố Biên Hòa tỉnh Đồng Nai làm cháy 320 chiếc.
Cũng theo cáo buộc của nhà nước Việt Nam, ngày 22 tháng 4 năm 2017, một số thành viên tổ chức này đã đặt bom xăng tại nhà xe và cổng ga đến sân bay quốc tế Tân Sơn Nhất, Thành phố Hồ Chí Minh.
Theo báo Công an nhân dân, tháng 12 năm 2017, Tòa án nhân dân Thành phố Hồ Chí Minh đã đưa vụ án này ra xét xử với tổng cộng 15 bị cáo là thành viên tổ chức, các bị cáo bị tuyên phạt các án từ 4 đến 16 năm tù.

### Năm 2018
Từ ngày 16 đến ngày 19 tháng 7 năm 2018, Tòa án nhân dân Thành phố Hồ Chí Minh xét xử 12 bị can thuộc tổ chức Chính phủ quốc gia Việt Nam lâm thời cùng bị truy tố về tội Hoạt động nhằm lật đổ chính quyền nhân dân.

### Năm 2019
Ngày 22 tháng 1 năm 2019, Phan Văn Bình, thành viên tổ chức Chính phủ quốc gia Việt Nam lâm thời, bị Tòa án nhân dân tỉnh Khánh Hòa tuyên án phạt 14 năm tù vì tội "hoạt động nhằm lật đổ chính quyền nhân dân".
Ngày 25 tháng 4 năm 2019, Nguyễn Thị Tuyết, sinh năm 1961, cư trú tại tỉnh Lâm Đồng, bị Cơ quan An ninh điều tra Công an tỉnh Lâm Đồng khởi tố, bắt giữ với cáo buộc tội "Hoạt động nhằm lật đổ chính quyền nhân dân". Bà được cho là tham gia tổ chức Chính phủ quốc gia Việt Nam lâm thời.

### Năm 2020
Ngày 23 tháng 3 năm 2020, Cơ quan An ninh điều tra, Công an tỉnh An Giang ra quyết định khởi tố vụ án, khởi tố bị can và lệnh tạm giam đối với bà Nguyễn Thị Kim Phượng (sinh năm 1967, cư trú tại phường Mỹ Bình, thành phố Long Xuyên, tỉnh An Giang) để điều tra về hành vi ''Hoạt động nhằm lật đổ chính quyền nhân dân''. Bà Phượng là thành viên của tổ chức "Chính phủ quốc gia Việt Nam lâm thời". Bà tiến hành "trưng cầu dân ý" để bầu Đào Minh Quân làm Tổng thống "Đệ tam Việt Nam Cộng hòa".
Ngày 8 tháng 4 năm 2020, Viện kiểm sát nhân dân tỉnh Đồng Nai phê chuẩn quyết định khởi tố bị can và lệnh tạm giam đối với một thành viên khác của tổ chức này là Lương Thị Thu Hiền (sinh năm 1968, trú tại xã Quang Trung, huyện Thống Nhất, tỉnh Đồng Nai). Hiền cũng bị khởi tố với tội danh "Hoạt động nhằm lật đổ chính quyền nhân dân".
Ngày 25 tháng 4 năm 2020, Công an tỉnh An Giang tiếp tục ra quyết định khởi tố vụ án, khởi tố bị can và bắt tạm giam đối với Lê Ngọc Thành (sinh năm 1972, trú tại phường Mỹ Thạnh, thành phố Long Xuyên, tỉnh An Giang) cùng với tội danh "Hoạt động nhằm lật đổ chính quyền nhân dân" và hành vi ""trưng cầu dân ý'' như Nguyễn Thị Kim Phượng.
Ngày 6 tháng 7 năm 2020, Tòa án nhân dân tỉnh Lâm Đồng đã đưa ra xét xử đối với 3 bị cáo Đặng Toàn Trung (sinh năm 1952, quê ở Bạc Liêu), Đặng Quang Khánh (sinh năm 1962, quê ở Thành phố Hồ Chí Minh) và Trần Thị Ánh Hoa (sinh năm 1963, quê ở Đà Nẵng) về tội "Hoạt động nhằm lật đổ chính quyền nhân dân". Cả ba đều là thành viên của "Chính phủ quốc gia Việt Nam lâm thời", trong đó Trung từng là lính phục vụ cho Quân đội Việt Nam Cộng hòa. Tổng hình phạt cho các bị cáo trên là 19 năm tù.

### Năm 2021
Ngày 25 tháng 8 năm 2021, Tòa án nhân dân tỉnh Phú Yên tuyên phạt 10 năm tù đối với Ngô Công Trứ (sinh năm 1988, trú ở thôn Phú Nông, xã Hòa Bình 1, huyện Tây Hòa, tỉnh Phú Yên) về tội "Hoạt động nhằm lật đổ chính quyền nhân dân".
Ngày 10 tháng 9 năm 2021, bà Lê Thị Kim Phi, 62 tuổi, bị Công an tỉnh An Giang khởi tố, bắt tạm giam về hành vi "Hoạt động nhằm lật đổ chính quyền nhân dân", theo khoản 2 Điều 109 BLHS.